# Ismaël Diallo
Ismaël Jean Chester Diallo (Abidjan, 29 gennaio 1997) è un calciatore ivoriano, difensore dell'Hajduk Spalato e della nazionale ivoriana, con la quale ha vinto la Coppa d'Africa nel 2024.

## Caratteristiche tecniche
È un terzino sinistro.

## Carriera

### Club
Cresciuto nel Bingerville, nel 2015 approda in Francia firmando con il Bastia; il 2 gennaio 2016 debutta fra i professionisti giocando l'incontro di Coppa di Francia vinto 2-0 contro il Sedan.
Nel 2018 viene acquistato a titolo definitivo dall'Ajaccio.
Il 12 luglio 2023 si accasa da svincolato tra le file dell'Hajduk Spalato firmando un contratto valido fino all'estate del 2026 con opzione di rinnovo ad un altro anno. Esordisce con i Bili il 10 agosto seguente, subentra a Ferro in occasione del terzo turno di andata dei preliminari di Conference League pareggiato contro il PAOK (0-0). Tre giorni dopo arriva il suo debutto anche in campionato, parte da titolare nel match casalingo vinto 3-0 contro il Slaven Belupo. Il 27 febbraio 2024 trova la sua prima rete con la casacca dei Majstori s mora, va a segno nel quarto di finale di Coppa di Croazia vinto 5-0 contro il Varaždin.

### Nazionale
Ha giocato nella nazionale ivoriana Under-23.
Nel 2021 viene convocato dalla nazionale olimpica ivoriana per prendere parte alle Olimpiadi di Tokyo. Debutta il 22 luglio in occasione dell'incontro contro l'Arabia Saudita.
Viene convocato dal selezionatore Jean-Louis Gasset per la vittoriosa Coppa delle nazioni africane 2023.

## Statistiche
Statistiche aggiornate al 22 luglio 2021.

### Presenze e reti nei club
| Stagione        | Squadra         | Campionato      | Campionato | Campionato | Coppe nazionali | Coppe nazionali | Coppe nazionali | Coppe continentali | Coppe continentali | Coppe continentali | Altre coppe | Altre coppe | Altre coppe | Totale | Totale | Totale |
| Stagione        | Squadra         | Comp            | Pres       | Reti       | Comp            | Pres            | Reti            | Comp               | Pres               | Reti               | Comp        | Pres        | Reti        | Pres   | Reti   |        |
| --------------- | --------------- | --------------- | ---------- | ---------- | --------------- | --------------- | --------------- | ------------------ | ------------------ | ------------------ | ----------- | ----------- | ----------- | ------ | ------ | ------ |
| 2015-2016       | Bastia 2        | CFA2            | 15         | 2          |                 | -               | -               |                    | -                  | -                  |             | -           | -           | 15     | 2      |        |
| 2016-2017       | Bastia 2        | CFA2            | 9          | 0          |                 | -               | -               |                    | -                  | -                  |             | -           | -           | 9      | 0      |        |
| 2015-2016       | Bastia          | L1              | 0          | 0          | CF+CdL          | 1+0             | 0               |                    | -                  | -                  |             | -           | -           | 1      | 0      |        |
| 2017-2018       | Bastia          | N3              | 11         | 0          | CF+CdL          | 0               | 0               |                    | -                  | -                  |             | -           | -           | 11     | 0      |        |
| 2018-2019       | Ajaccio 2       | N3              | 12         | 0          |                 | -               | -               |                    | -                  | -                  |             | -           | -           | 12     | 0      |        |
| 2018-2019       | Ajaccio         | L2              | 4          | 0          | CF+CdL          | 0               | 0               |                    | -                  | -                  |             | -           | -           | 4      | 0      |        |
| 2019-2020       | Ajaccio         | L2              | 16         | 0          | CF+CdL          | 0+2             | 0               |                    | -                  | -                  |             | -           | -           | 18     | 0      |        |
| 2020-2021       | Ajaccio         | L2              | 31         | 1          | CF              | 1               | 0               |                    | -                  | -                  |             | -           | -           | 32     | 1      |        |
| 2021-2022       | Ajaccio         | L2              | 25         | 0          | CF              | 0               | 0               |                    | -                  | -                  |             | -           | -           | 25     | 0      |        |
| 2022-2023       | Ajaccio         | L1              | 28         | 0          | CF              | 1               | 0               |                    | -                  | -                  |             | -           | -           | 29     | 0      |        |
| Totale carriera | Totale carriera | Totale carriera | 151        | 3          |                 | 5               | 0               |                    | -                  | -                  |             | -           | -           | 156    | 3      |        |

### Cronologia presenze e reti in nazionale
| Cronologia completa delle presenze e delle reti in nazionale ― Costa d'Avorio | Cronologia completa delle presenze e delle reti in nazionale ― Costa d'Avorio | Cronologia completa delle presenze e delle reti in nazionale ― Costa d'Avorio | Cronologia completa delle presenze e delle reti in nazionale ― Costa d'Avorio | Cronologia completa delle presenze e delle reti in nazionale ― Costa d'Avorio | Cronologia completa delle presenze e delle reti in nazionale ― Costa d'Avorio | Cronologia completa delle presenze e delle reti in nazionale ― Costa d'Avorio | Cronologia completa delle presenze e delle reti in nazionale ― Costa d'Avorio |
| Data                                                                          | Città                                                                         | In casa                                                                       | Risultato                                                                     | Ospiti                                                                        | Competizione                                                                  | Reti                                                                          | Note                                                                          |
| ----------------------------------------------------------------------------- | ----------------------------------------------------------------------------- | ----------------------------------------------------------------------------- | ----------------------------------------------------------------------------- | ----------------------------------------------------------------------------- | ----------------------------------------------------------------------------- | ----------------------------------------------------------------------------- | ----------------------------------------------------------------------------- |
| 25-10-2014                                                                    | Lusaka                                                                        | Zambia                                                                        | 1 – 1                                                                         | Costa d'Avorio                                                                | Amichevole                                                                    | -                                                                             |                                                                               |
| 23-3-2024                                                                     | Amiens                                                                        | Costa d'Avorio                                                                | 2 – 2                                                                         | Benin                                                                         | Amichevole                                                                    | -                                                                             |                                                                               |
| Totale                                                                        |                                                                               | Presenze                                                                      | 2                                                                             |                                                                               | Reti                                                                          | 0                                                                             |                                                                               |

| Cronologia completa delle presenze e delle reti in nazionale ― Costa d'Avorio Olimpica | Cronologia completa delle presenze e delle reti in nazionale ― Costa d'Avorio Olimpica | Cronologia completa delle presenze e delle reti in nazionale ― Costa d'Avorio Olimpica | Cronologia completa delle presenze e delle reti in nazionale ― Costa d'Avorio Olimpica | Cronologia completa delle presenze e delle reti in nazionale ― Costa d'Avorio Olimpica | Cronologia completa delle presenze e delle reti in nazionale ― Costa d'Avorio Olimpica | Cronologia completa delle presenze e delle reti in nazionale ― Costa d'Avorio Olimpica | Cronologia completa delle presenze e delle reti in nazionale ― Costa d'Avorio Olimpica |
| Data                                                                                   | Città                                                                                  | In casa                                                                                | Risultato                                                                              | Ospiti                                                                                 | Competizione                                                                           | Reti                                                                                   | Note                                                                                   |
| -------------------------------------------------------------------------------------- | -------------------------------------------------------------------------------------- | -------------------------------------------------------------------------------------- | -------------------------------------------------------------------------------------- | -------------------------------------------------------------------------------------- | -------------------------------------------------------------------------------------- | -------------------------------------------------------------------------------------- | -------------------------------------------------------------------------------------- |
| 22-7-2021                                                                              | Yokohama                                                                               | Costa d'Avorio                                                                         | 2 – 1                                                                                  | Arabia Saudita                                                                         | Olimpiadi 2020 - 1º turno                                                              | -                                                                                      |                                                                                        |
| 25-7-2021                                                                              | Yokohama                                                                               | Brasile                                                                                | 0 – 0                                                                                  | Costa d'Avorio                                                                         | Olimpiadi 2020 - 1º turno                                                              | -                                                                                      | 19’                                                                                    |
| 28-7-2021                                                                              | Rifu                                                                                   | Germania                                                                               | 1 – 1                                                                                  | Costa d'Avorio                                                                         | Olimpiadi 2020 - 1º turno                                                              | -                                                                                      |                                                                                        |
| 31-7-2021                                                                              | Rifu                                                                                   | Spagna                                                                                 | 5 – 2 dts                                                                              | Costa d'Avorio                                                                         | Olimpiadi 2020 - Quarti di finale                                                      | -                                                                                      |                                                                                        |
| Totale                                                                                 |                                                                                        | Presenze                                                                               | 4                                                                                      |                                                                                        | Reti                                                                                   | 0                                                                                      |                                                                                        |

## Palmarès

### Nazionale
- Coppa d'Africa: 1

Costa d'Avorio 2023